# Leonardo Scarselli
Leonardo Scarselli (født 29. april 1975) er en italiensk forhenværende professionel cykelrytter.